# Archäologisches Nationalmuseum Aquileia
Das Archäologische Nationalmuseum Aquileia (italienisch: Museo Archeologico Nazionale di Aquileia) gilt als eine der bedeutendsten archäologischen Sammlungen Norditaliens. Das 1882 eröffnete Museum befindet sich im Umfeld der archäologischen Ausgrabungsstätten von Aquileia und ist in der zwischen 1812 und 1825 erbauten Villa Cassis Faraone untergebracht. Von besonderer Bedeutung sind seine Bestände an römischen Steindenkmälern und Mosaiken.

## Geschichte des Museums
1875 begann der italienische Archäologe und spätere erste Direktor des Museums Enrico Majonica mit der Suche eines Standorts für seine private Sammlung antiker Fundstücke und erhielt hierfür ab 1879 Unterstützung durch einen österreichischen Regierungsausschuss. 1881 wurde die klassizistische Villa Cassis Faraone für das neue „Caesareum Museum Aquilejense“ gewählt, welches als k.k. Staatsmuseum am 3. August 1882 durch Erzherzog Karl Ludwig von Österreich eröffnet wurde. Der Grundstock der Sammlung wurde damals durch kommunale und private Schenkungen weiter ergänzt, von denen besonders die Antikensammlungen von Giandomenico Bertoli (1676–1763) und Leopoldo Zuccolo (1761–1833) hervorzuheben sind.
1898 begann man im Garten der Villa mit dem Bau der Arkaden, welche Schutz für das Lapidarium des Museums bereitstellen sollten. Wie viele Archäologische Museen in Italien, wurde das Archäologische Museum Aquileia während der 1930er Jahre als zentrales Museum der Soprdentenza per l’archeologia, le belle arti ed il paesaggio („Soprintendenz für Archäologie, die bildenden Künste und die Landschaft“) in „Archäologisches Nationalmuseum“ (Museo Archeologico Nazionale) umbenannt. Bis 1954 wurden unter anderem die Arkaden des Gartens erweitert und die Ausstellungsräume der Villa umorganisiert.

## Sammlungen

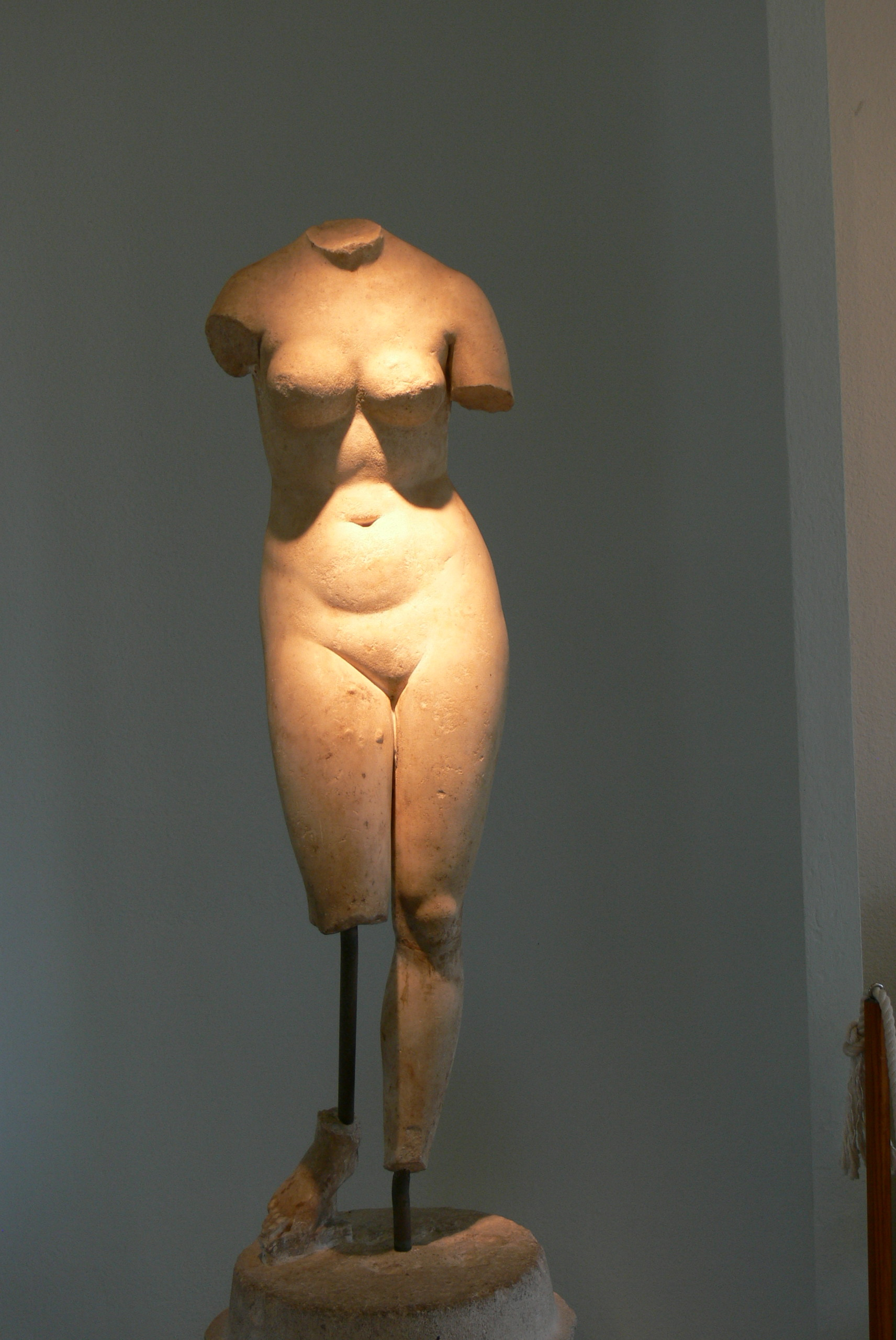
Römische Statue der Aphrodite
Höhe: 123 cm, Fundort: Aquileia, Datierung: unbekannt

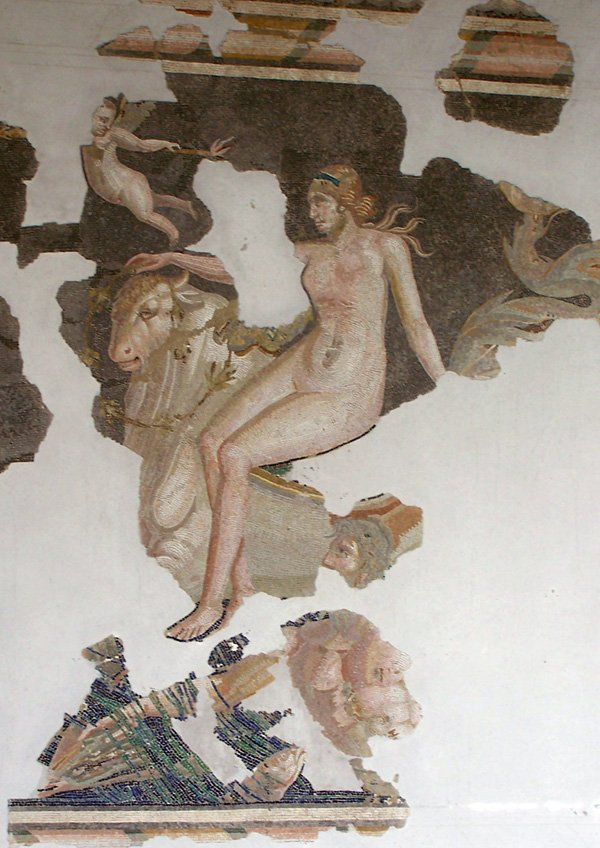
Römisches Bodenmosaik der Entführung Europas
Abmessungen: 215 × 250 cm, Fundort: Aquileia, Datierung: 1. Jahrhundert

Die Sammlungen des Museums erstrecken sich über die insgesamt drei Stockwerke und zwölf Räume der Villa Cassis Faraone sowie einen der Villa angeschlossenen Garten mit einer Reihe untereinander verbundener Arkaden. Die ausgestellten Exponate stammen zum Großteil aus den archäologischen Ausgrabungsstätten Aquileias und datieren aus der Zeit zwischen dem 2. Jahrhundert v. Chr. und dem 5. Jahrhundert n. Chr.

### Villa
Im Erdgeschoss der Villa befindet sich eine Sammlung von Steindenkmälern, mit Statuen, Büsten, Inschriften und Reliefs. Im ersten und zweiten Obergeschoss der Villa sind Schmuck und verschiedene römisch-antike Kunstgegenstände aus Glas, Bernstein, Bronze, Gold, Keramik sowie graviertem Stein ausgestellt, die das Alltagsleben im antiken Aquileia dokumentieren.

### Lapidarium
Im Garten der Villa Cassis befindet sich das Lapidarium. Die Stein-Galerie besteht aus Mosaiken, Urnen, Grabsteinen und architektonischen Ornamenten. Einige der Mosaike wurden in die Fußböden eingesetzt. Einige der architektonischen Elemente, die vor allem aus öffentlichen Gebäuden des Forums, von Grabmälern bzw. Inschriften stammen, sind in chronologischer Reihenfolge aufgestellt.